# 胡怀琛
胡怀琛（1886年—1938年），字季仁、季尘，号寄尘，笔名寄尘、有怀、秋山等，男，安徽泾县人，中国诗人、古典文学研究家。